# Micro Black Hole
Das Micro Black Hole (englisch für „Mikro-Schwarzes Loch“) ist ein hypothetisches, sehr kleines und leichtes Schwarzes Loch.
Mitte der 1970er Jahre stellte Roger Penrose die Vermutung auf, Schwarze Löcher könnten auch im Labor erzeugt werden. Dies setzt jedoch die Existenz zusätzlicher kompakter Raumdimensionen voraus, welche u. a. von bestimmten Modellen der Stringtheorie vorhergesagt werden. Bislang gibt es keine experimentellen Hinweise darauf, dass Schwarze Löcher tatsächlich in Experimenten erzeugt werden können.
Solche Schwarzen Löcher wären nicht vergleichbar mit stellaren Schwarzen Löchern, die kosmologisch beobachtet werden. Ihre Ausmaße lägen in der Größenordnung von Elementarteilchen. Auf Grund von Quanteneffekten (Hawking-Strahlung) würden sie höchstwahrscheinlich sehr kurze Zeit nach ihrer Entstehung schon wieder zerstrahlen. Die dabei entstehenden Elementarteilchen könnten mittels Teilchendetektoren nachgewiesen werden. Gemäß dem aktuellen Stand der Forschung auf diesem Gebiet wären die entstehenden Teilchenschauer (Jets) isotroper verteilt als diejenigen, die beim Zusammenstoß hochenergetischer Teilchen entstehen, und daher von ihnen zu unterscheiden.

## Existenz
Entsprechend der Theorie Schwarzer Löcher sind Schwarzschild-Radius und Masse eines Schwarzen Lochs proportional zueinander. Da man davon ausgeht, dass unterhalb der Planck-Länge Quanteneffekte dominant werden und keine stabilen Schwarzen Löcher mehr existieren können, gibt es damit auch eine untere Grenze für die Masse eines Schwarzen Loches, die Planck-Masse, welche ca. 1,22 × 1016 TeV/c2 (ca. 22 μg) beträgt. Dies lässt die Erzeugung Schwarzer Löcher im Labor erst einmal unmöglich erscheinen, da die maximal erreichbare Energie im größten Teilchenbeschleuniger (dem LHC) nur einige TeV beträgt, also 16 Größenordnungen zu wenig.
Dieses Bild verändert sich allerdings, wenn man die Theorie um so genannte large extra dimensions (dt. „große zusätzliche Dimensionen“) erweitert. Darunter versteht man kompakte zusätzliche Raumdimensionen, wobei das „groß“ (deutlich unter einem Millimeter, noch größere sind bereits durch Beobachtungen ausgeschlossen) hier in Relation zu anderen Theorien zu verstehen ist. Solche Zusatzdimensionen ergeben sich natürlicherweise in sehr vielen Modellen der Stringtheorie.
Unter dieser Voraussetzung verändert sich das Gravitationsgesetz, sobald man Energien erreicht, welche dem Radius dieser Extradimensionen entsprechen. Dies verändert auch die Massenskala, oberhalb derer die Existenz Schwarzer Löcher möglich ist:
{\displaystyle m_{\text{p}}^{2}=m_{\text{f}}^{d+2}R^{d}},
wobei {\displaystyle m_{\text{p}}} die Planck-Masse ist, {\displaystyle d} die Anzahl der zusätzlichen Dimensionen, {\displaystyle m_{\text{f}}} die neue fundamentale Massenskala und {\displaystyle R} der Radius der Extradimensionen.
Nimmt man z. B. an, dass drei Zusatzdimensionen mit einem Radius von ca. 0,2 μm (1 eV−1 in Natürlichen Einheiten) existieren, ergibt sich eine Masse von ca. 0,16 TeV/c2 für die effektive Planckmasse und damit die Möglichkeit, Schwarze Löcher im Labor herzustellen.
Eine weitere Möglichkeit besteht darin, dass Schwarze Löcher bei der Kollision kosmischer Strahlung mit Bestandteilen der Erdatmosphäre entstehen. Dies konnte bislang nicht nachgewiesen werden, Fortschritte lassen sich zukünftig vielleicht durch das 2004 in Betrieb gegangene Pierre-Auger-Observatorium erzielen.

## Lebenszeit
Die Lebenszeit solcher kleinen Schwarzen Löcher wäre vermutlich sehr kurz, weil sie, wie wahrscheinlich alle Schwarzen Löcher, durch  die Hawking-Strahlung an Masse verlieren und schließlich verdampfen sollten. Da die Lebenszeit proportional zur dritten Potenz der Masse ist, ergibt sich bei kleinen Schwarzen Löchern eine nicht beobachtbar kurze Lebenszeit. Nachweisbar wären sie potenziell durch die bei ihrem Zerfall entstehenden Elementarteilchen. Allerdings ist nicht eindeutig geklärt, ob der Hawking-Effekt ohne Modifikation auch in diesem Fall anwendbar ist, da seine Herleitung auf einer vernachlässigbaren Krümmung des Ereignishorizontes beruht, d. h. auf „hinreichend“ großer Masse.

### Populärwissenschaftlich
- Ulf von Rauchhaupt: In anderen Dimensionen.  Frankfurter Allgemeine Sonntagszeitung, 14. Mai 2006 S. 74–75.
- Bernard J. Carr, Steven B. Giddings: Schwarze Löcher im Labor. In: Spektrum der Wissenschaft. September 2005 S. 32.
- Norbert Frischauf: Weltuntergang am CERN? Von Energien, Dimensionen und schwarzen Löchern … Online-Magazin Der Orion.

### Reviews
- Steven B. Giddings: Black Holes at Accelerators. In: G. W. Gibbons, E. Paul S. Shellard (Hrsg.): The future of theoretical physics and cosmology: celebrating Stephen Hawking’s 60th birthday. Cambridge University Press, 2003, ISBN 0-521-82081-2, S. 278–291, arxiv:hep-th/0205027.
- Panagiota Kanti: Black Holes in Theories with Large Extra Dimensions: a Review. In: Int.J.Mod.Phys. A19, 2004, S. 4899–4951, doi:10.1142/S0217751X04018324, arxiv:hep-ph/0402168.
- Sabine Hossenfelder: What Black Holes Can Teach Us. 2004, arxiv:hep-ph/0412265.

### Originalliteratur (Auswahl)
Zur Hawkingstrahlung:
- Stephen Hawking: Particle creation by black holes. In: Communications in mathematical physics. Band 43, Nr. 3, 1975, S. 199–220 (Open Access).
- Stephen Hawking: Breakdown of predictability in gravitational collapse. In: Physical Review D. Band 14, Nr. 10, 1976, S. 2460–2473, doi:10.1103/PhysRevD.14.2460.

Zur möglichen Produktion in Beschleunigern:
- Ignatios Antoniadis, Nima Arkani-Hamed, Savas Dimopoulos, Gia Dwali: New dimensions at a millimeter to a fermi and superstrings at a TeV. In: Physics Letters B. Band 436, Nr. 3–4, 1998, S. 257–263, doi:10.1016/S0370-2693(98)00860-0, arxiv:hep-ph/9804398.
- Roberto Casadio, Benjamin Harms: Black hole evaporation and large extra dimensions. In: Physics Letters B. Band 487, Nr. 3–4, 2000, S. 209–214, doi:10.1016/S0370-2693(00)00840-6, arxiv:hep-th/0004004.
- Savas Dimopoulos, Greg Landsberg: Black holes at the large hadron collider. In: Physical Review Letters. Band 87, Nr. 16, 2001, S. 161602, doi:10.1103/PhysRevLett.87.161602, arxiv:hep-ph/0106295.

Zur möglichen Produktion durch kosmische Strahlung:
- Jonathan L. Feng, Alfred D. Shapere: Black hole production by cosmic rays. In: Physical Review Letters. Band 88, Nr. 2, 2001, S. 21303, doi:10.1103/PhysRevLett.88.021303, arxiv:hep-ph/0109106.